# Блез Сандрар
Блез Сандрар (на френски: Blaise Cendrars) (1 септември 1887 – 21 януари 1961 г.) е псевдоним на швейцарския писател и поет Фредерик-Луи Созе.

## Биография
роден на 1 септември 1887 г. в буржоазно семейство на протестанти от Ла Шо дьо Фон, Швейцария. Той е писател със значителен принос в европейското модернистично движение.
На 16 години Фредерик бяга от дома си, като пътува с влак, който го отвежда в Москва. От там той продължава пътуването си с Транссибирския влак и пристига в Китай. За известно време той пътува и живее с Роговин, като те се издържат от продажбата на дребни вещи – отвертки, джобни ножчета, тирбушони и др. На 20 години Блез Сандрар, който впоследствие става натурализиран французин, за първи път пристига във Франция. Първото му начинание се оказва безуспешно, но началото на неговото богатство е отглеждането на пчели. След това той заминава за Брюксел и Лондон. В Лондон той е жонгльор в мюзикхол. Живее в една стая с един млад студент – Чарли Чаплин, който по това време също се е подвизавал с празни джобове.
Влюбен във Франция, Блез Сандрар се включва в Чуждестранния легион по време на Първата световна война – губи едната си ръка. Изпълненият с дързост и новаторство език на Сандрар описва зараждащия се свят на машините, гарите (които той сравнява с катедрали), притеснените или непознати лица, които среща по времето на един век, в който се открива пространството и скоростта.

## Творчество
Ето как описва раждането на писателя Блез Сандрар Клод Льороа:
| „ | „В Имперската библиотека на Санкт Петербург един млад бижутер чирак открива вълнуващата формула, която Жерар дьо Нервал, малко преди смъртта си, е написал под портрета от художника Жерве. В това отказване от собствената личност, дали Фреди Созе не е очаквал точно това вдъхновение? Другият за него, самият друг – това ще бъде поетът. Когато отива в Ню Йорк в края на 1911 година, решението му е вече взето – той ще пише. В един от онези лични импулси, които често го връхлитат, той рисува автопортрета си, като отдолу преписва формулата на дьо Нервал. За да му остане спомен, той пише датата – 5 май, и се подписва с ФС, инициали, които скоро ще захвърли, измисляйки псевдонима си – Блез Сандрар. През повече от 40 години, от текст на текст, тази формула ще се появява като девиз, понякога като повик към ред. В никакъв случай не спира да бъде другия както в живота си, така и в книгите.“ | “ |

По повод решението си да се отдаде на писането изцяло самият Блез Сандрар пише:
| „ | „Да пишеш значи да изгориш жив, но също и да се възродиш от пепелта си.“ | “ |

### Легендата за Новгород
В 1995 г. Кирил Кадийски оповестява, че е намерил уникално антикварно издание от първата творба на Сандрар, „Легендата за Новгород“, публикувана на руски език в Москва през 1907 г. Автентичността на находката е оспорена и следва контроверзия, но междувременно започва да се твърди, че екземплярът е влязъл в частна колекция и до него няма повече достъп.

## На български
- Злато, София: Ив. Г. Игнатов и синове, 1927; прев. А. Филипов
- Злато: Невероятната история на генерал Йохан Аугуст Сутер (повест), София: Народна култура, 1971, прев. В. Ганчев
- В сърцето на света (Стихотворения), София: Народна култура, 1987, прев. и състав. Иван Бориславов
- Поезия / Poemes, София: Нов златорог, 2000, двуез., прев. и състав. Кирил Кадийски, предг. Мириам Сандрар (472 с.) ISBN 954-492-148-6